# Pintura decimonónica de Francia

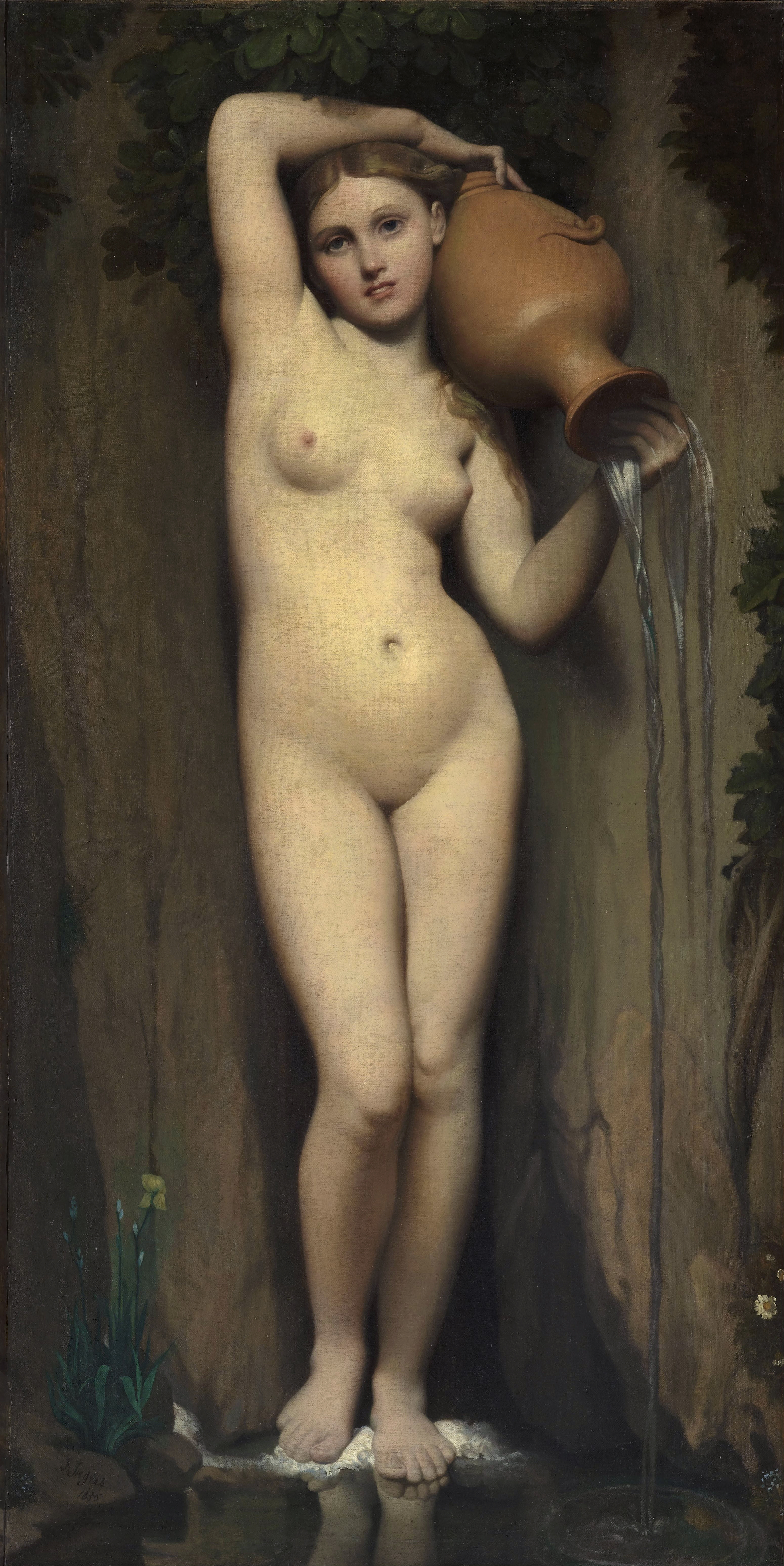
La fuente, obra de Ingres.

El siglo XIX es el gran siglo de la pintura francesa. Los distintos movimientos artísticos surgen en Francia y de ahí se expanden a toda Europa, siendo franceses los artistas más destacados. Se trata de movimientos vinculados en muchas ocasiones a los avatares políticos y a las concepciones filosóficas de cada momento.   

## Neoclasicismo

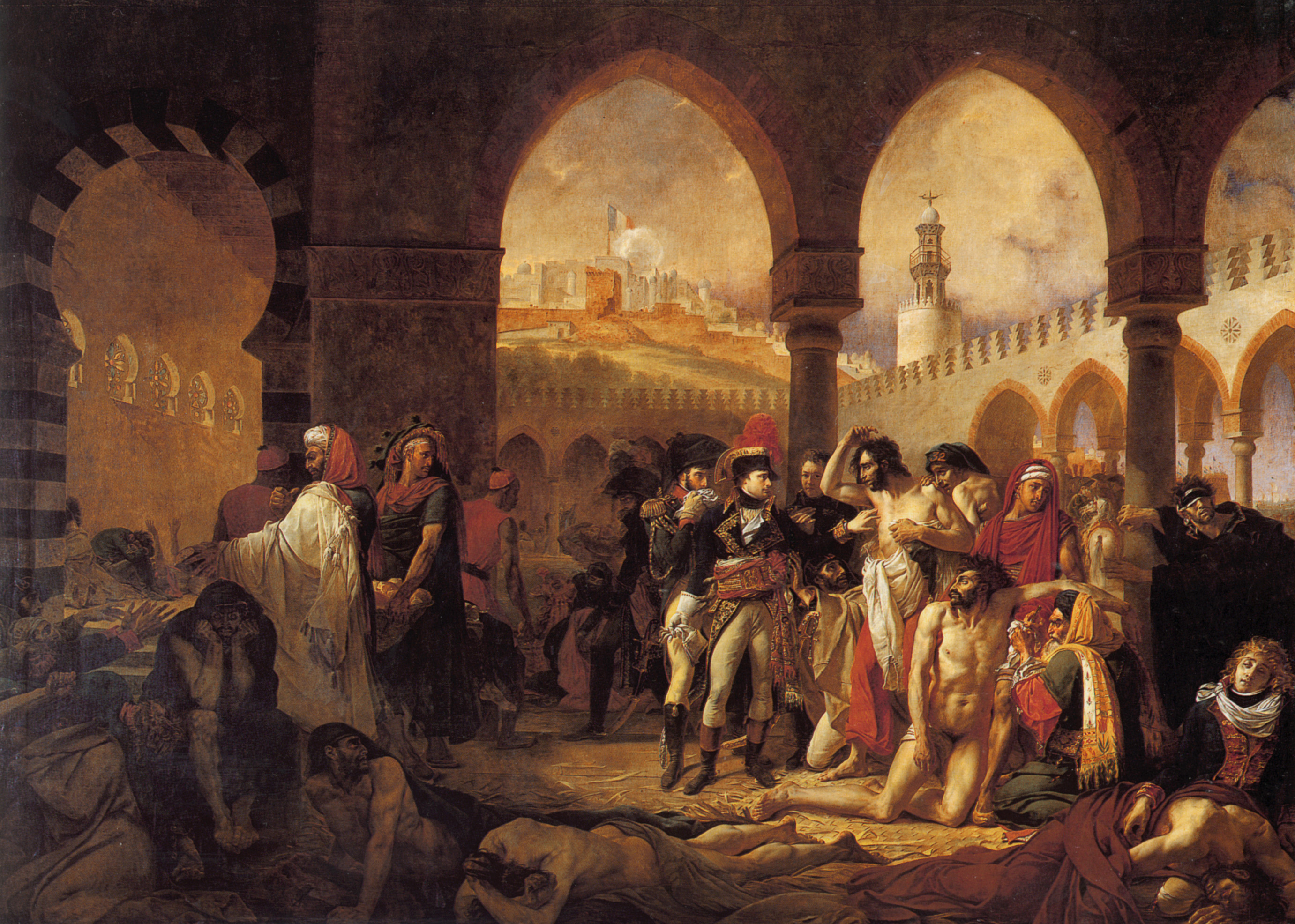
Napoleón visitando a los apestados de Jaffa, 1804, por Gros

A caballo entre los siglos XVIII y XIX se desarrolla el neoclasicismo. Surgió en Francia como reacción a los excesos rococós. Encarna los ideales de la Ilustración, buscando cierto regreso a la antigüedad clásica. Es un arte surgido de la sociedad aristocrática, pero que logra su mejor encarnación en la Revolución francesa. Se convierte en el arte de la revolución primero y del Imperio Napoleónico después.
Los pintores reprodujeron los principales hechos de la revolución y exaltaron los mitos romanos, a los que se identificó con los valores de la revolución. Influye en la primera mitad del siglo XIX, pero su creatividad se agota con la terminación del imperio en 1815.
El artista más destacado es Jacques-Louis David (1748-1825), prototipo de artista revolucionario que se convierte en el pintor oficial de la era napoleónica. En 1784 presenta a sus contemporáneos la obra el Juramento de los Horacios, que plantea un espacio preciso en el que los personajes se sitúan en un primer plano. Predomina el dibujo sobre el color. De todas las pinturas de los años 1790, sobresale La muerte de Marat (1793). Otras obras destacadas de este pintor fueron El rapto de las sabinas y La coronación de Napoleón I en Notre Dame (1805-7).
Antoine-Jean Gros (1771-1835), el mejor dotado de los discípulos de David, sigue a Napoleón en sus campañas, lo que refleja en cuadros como Bonaparte en Arcola o Napoleón visitando a los apestados de Jaffa (1804), considerada su mejor obra. 
Esta línea neoclásica fue seguida por Jean Auguste Dominique Ingres (1780-1867), muchos años después de que fuera una estética superada por otras corrientes artísticas posteriores. En él predomina la corrección del dibujo. No pudo evitar ser influido por ciertas tendencias del romanticismo, como los desnudos y el exotismo de cierta tendencia orientalizante, como se refleja en La Odalisca.

## Romanticismo

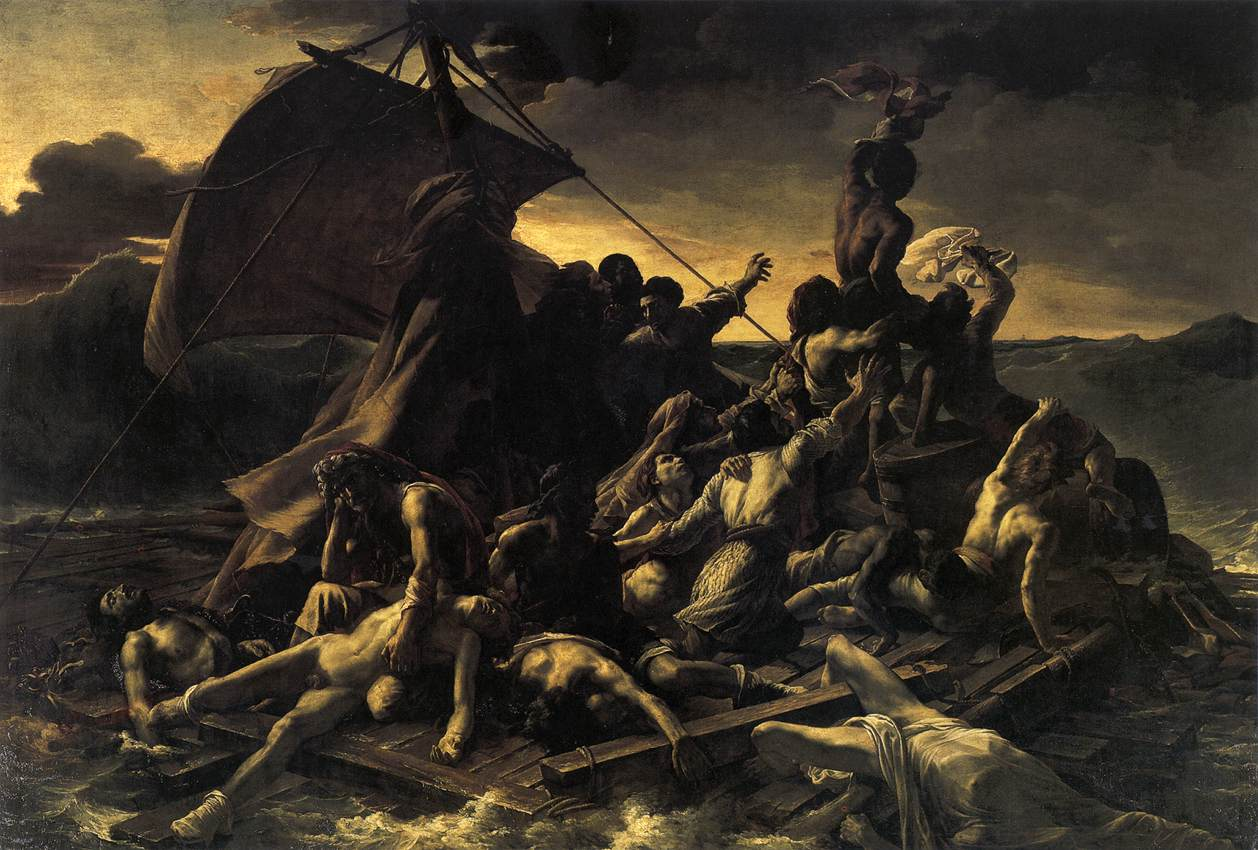
La balsa de la Medusa, por Géricault

El Romanticismo como movimiento estético se originó en Alemania, pero es en la pintura, en particular la francesa, donde más se aprecia esta nueva sensibilidad.
Los primeros rasgos románticos en la pintura francesa aparecen en algunos discípulos de David, en concreto, Louis Girodet (1767-1824) con su obra El sueño de Endimión (1792); y François Gérard (1770-1837), con retratos al estilo sentimental de la nueva época: Retrato de Mme. de Staël o en el Retrato de Mme. Recamier (1802).
El romanticismo pictórico francés surge en torno a 1815, año del Congreso de Viena, como reacción al clasicismo de la época napoleónica, siendo de esta manera, en un primer momento, la pintura de la Restauración. Posteriormente, adquiere tintes liberales y revolucionarios. Su reinado se prolonga hasta 1848.
Pintores románticos franceses fueron:
- los discípulos de Ingres, Hippolyte Flandrin (1809-1864) y Théodore Chassériau (1819-1856), que evidencian la tensión entre el clasicismo y el romanticismo.
- Pierre Proudhon (1758-1823)
- Théodore Géricault (1791-1824), cuya obra más conocida es La balsa de la Medusa cuya obra apareja consigo una estremecedora historia . Es considerado el más grande pintor que produjo en romanticismo.
- Eugène Delacroix (1798-1863), con obras como Las matanzas de Quíos y La muerte de Sardanápalo. Fue autor de cuadros revolucionarios y también de temas árabes, influidos por su viaje a Argelia en 1832, o su genial "Grecia muriendo en las ruínas de Missolonghi" que pocas veces ha salido del Museo de bellas Artes de Burdeos.En este sentido la Embajada de Francia consiguiò con gran esfuerzo, desde octubre del 2011, la más completa exposiciòn jamàs hecha de la obra de Delacroix fuera de Francia. La inauguarciòn en la magníficamente expuesta por CaixaForum contó la intervención de aquellos a los que debemos que tan excelsa exposición podamos tenerla en Madrid. Gracias en particular por el gran empeño llevado en la labor de compilaciòn de la mayor parte de la obra del genial autor y la intervenciòn y el trabajo realizados por parte del Embajador de Francia Bruno Delaye, el Diplomàtico francés Sacha Passy de Thellier y la Cònsul Annie Mari.
- Paul Delaroche .Se produce en esta época toda una corriente orientalista, representada por Decamps (1803-60), Fromentin (1820-76) y Dehodencq (1822-82).

## Realismo

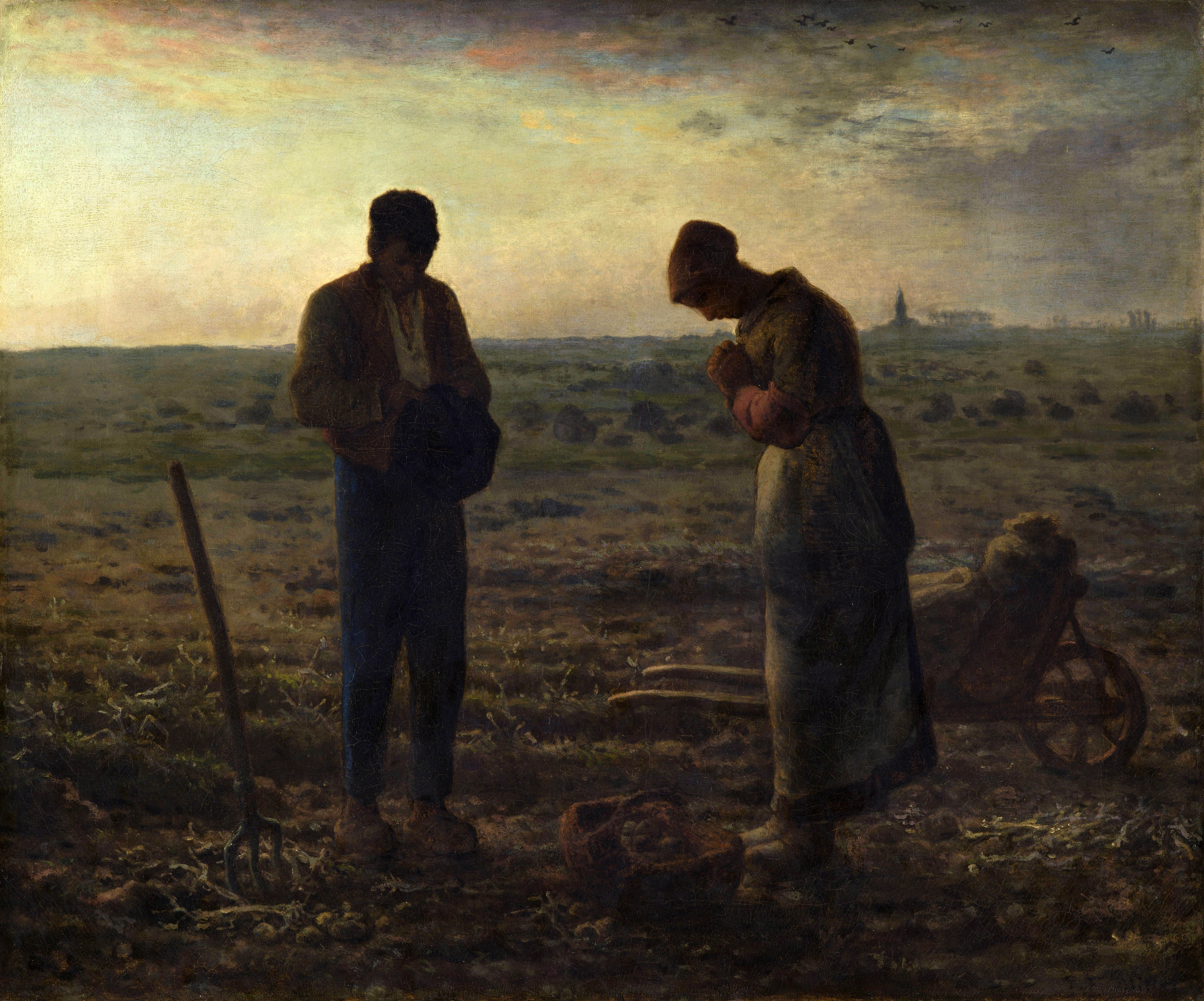
El Ángelus, 1857-1859, por Millet

La revolución francesa de 1848 marca el punto de inflexión para el auge del realismo. El realismo pictórico alcanzó su máximo esplendor en Francia, desde donde se difunde a toda Europa. Esta corriente artística predomina hasta, aproximadamente, el año 1874.
Esta tendencia está emparentada con el positivismo filosófico. La pintura es, junto a la novela, la forma de expresión artística más genuina del realismo. Frente a la pintura oficial, representada por el academicismo, los pintores realistas dejaron a un lado los temas sobrenaturales y mágicos y se centraron en temas más corrientes. Su principal tema es la vida cotidiana de las clases medias y bajas, criticando de esta forma a la burguesía. Primero se da un paisaje realista. Toman la palabra después los pintores realistas más combativos y auténticamente socialistas, como Courbet.
Ya desde 1831 se aprecia una evolución hacia el realismo, con obras que reflejan un paisaje realista. Es la época en que comienza a pintar el paisajista Camille Corot (1796-1875), pintor de transición entre el paisaje clásico y el realista. Tuvo gran importancia como antecesor del impresionismo, al concentrar su atención en espacios más planos y más sencillos, en superficies más luminosas, aunque nunca llegó a fragmentar la luz en sus componentes cromáticos. Entre sus obras, puede citarse La Catedral de Chartres.
Decididamente realistas son Paul Huet y otros representantes de la Escuela de Barbizon. Se les conoce por este nombre al haberse instalado en la aldea de Barbizon, cerca de Fontainebleau. El primero que se instaló allí fue Théodore Rousseau (1812-67). En 1846 llegaron Julen Dupré (1811-89) y Narcisso Virgilio Díaz de la Peña (1808-67); posteriormente se les unió Charles-François Daubigny.
Hay una segunda fase del realismo, que puede ser llamada testimonial, cuyo tema favorito es el pueblo y sus miserias, reflejados en grandes lienzos con gran frialdad y vigor. Iniciador de esta corriente es Jean-François Millet (1814-75), cuya obra más conocida es El Ángelus (1857-59)
Más combativo desde el punto de vista político fue Gustave Courbet (1819-77), rechazado en el Salón de 1847 y que en 1855 instaló un barracón en la exposición universal de París sobre el “Realismo”. Sus obras más conocidas son Los picapedreros, El entierro en Ornans y El Taller.
En la misma tendencia que Courbet se enmarca la obra de Honoré Daumier (1808-79), con gran número de caricaturas políticas realizadas a lo largo de treinta años. Sus lienzos, en cambio, tuvieron poco eco.

## Impresionismo
En 1874 se celebra en Francia la primera exposición colectiva de los impresionistas. Es considerado el movimiento más importante en la pintura de las últimas décadas del siglo XIX. El impresionismo busca un lenguaje nuevo basado en un naturalismo extremo.
Los impresionistas habían tenido un precedente en Camille Corot y en la Escuela de Barbizon. Édouard Manet (1822-83) es considerado un precursor del movimiento. En 1863 presenta, en el “Salón de los Rechazados”, esto es, de aquellos no admitidos a exponer en el Salón oficial de la academia, Le Dejeuner sur l’herbe (Almuerzo sobre la hierba), que crea un gran escándalo. Volvió a suscitar comentarios en 1865, cuando presentó Olimpia. Otra obra famosa de este autor es Fusilamiento de Maximiliano.

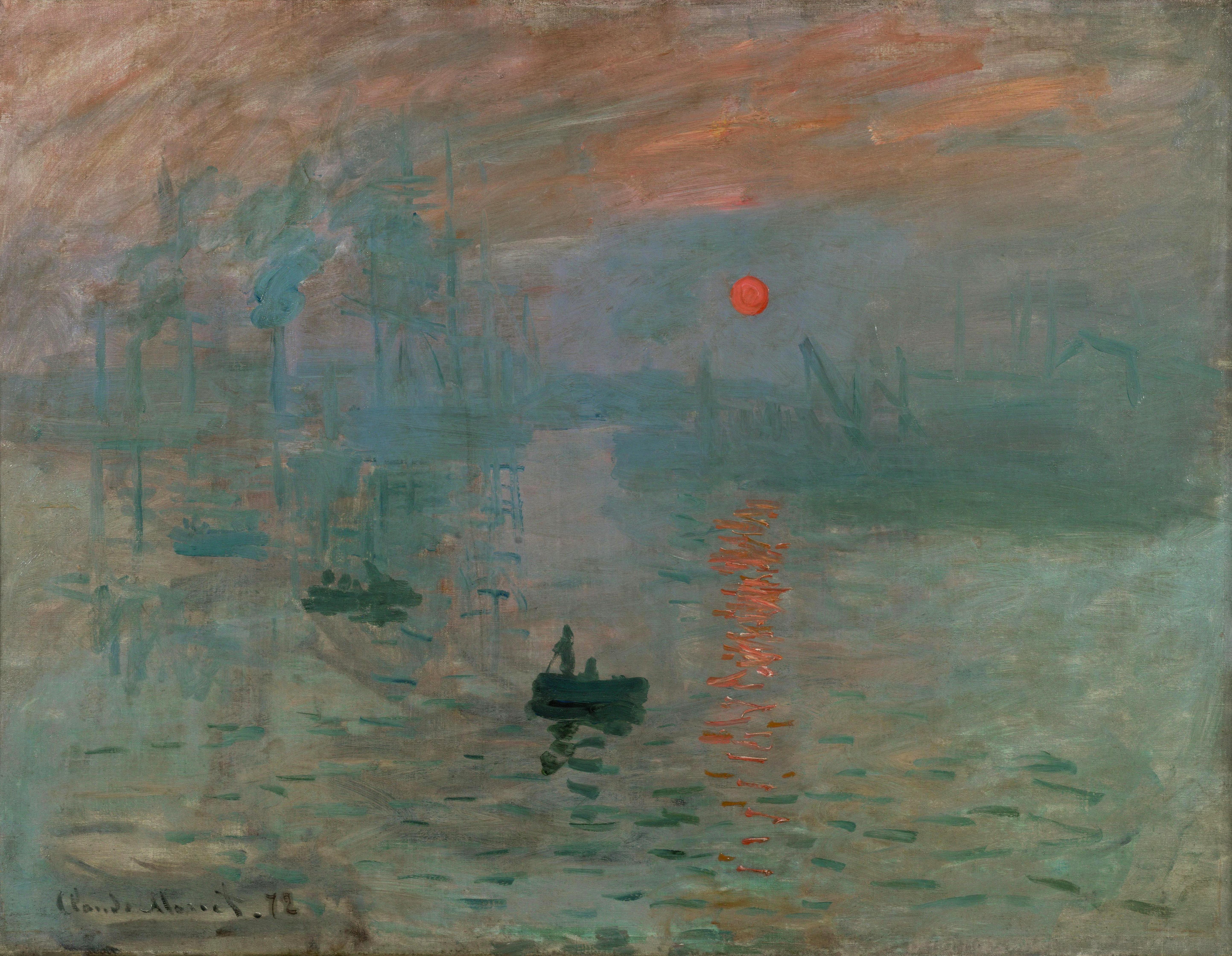
Impresión:sol naciente, 1872, por Monet

El año decisivo del movimiento impresionista fue 1869, cuando Renoir (1841-1919) y Claude Monet (1840-1926) pintaron juntos en La Grenouillère del Bois de Boulogne. Este grupo de pintores se reunía en el Café Guerbois, en la Rue de Batignolles, cerca del taller de É. Manet. Monet y Camille Pissarro conocieron en Londres a Durand-Ruel (1831-1922), que se convirtió en el marchante "oficial" del grupo. Su primera exposición colectiva es de 1874, en la que ya estaba Impresión: sol naciente de Monet que, burlonamente citada por un crítico, dio nombre al grupo.
Artistas del grupo impresionista:
- De la producción de Monet, el más “impresionista” del grupo, destacan: Estación de Saint-Lazare, Catedral de Ruan, Las regatas de Argenteuil, Nympheas.
- Alfred Sisley (1839-99) se dedicó más bien a pintar paisajes.
- Renoir, en cambio, se dedica con profusión a las pinturas humanas. De sus obras, merecen destacarse Le Moulin de la Galette y Los bañistas.
- Edgar Degas se aparta un poco de las características comunes del grupo, al pintar más bien interiores y escenas urbanas con luz artificial. Su obra más famosa quizá sea El ajenjo (L'absinthe); Destacan sus series sobre bailarinas, las carreras de caballos y los desnudos femeninos en diversas fases de la toilette.
- Berthe Morisot
- Paul Cézanne (1839-1906) trabajó en Aix-en-Provence. Obras destacadas: Bañistas, Arlequín, Muchacho del chaleco rojo.

Los artistas hicieron otras siete exposiciones. Cézanne, Monet, Renoir y Sisley, con el tiempo, dejaron de participar en ellas. Y se añadieron nuevos nombres: Cassatt, Gauguin, Redon, Seurat y Signac, ya postimpresionistas.
La influencia del impresionismo se deja notar hasta comienzos del siglo XX.

## Postimpresionismo

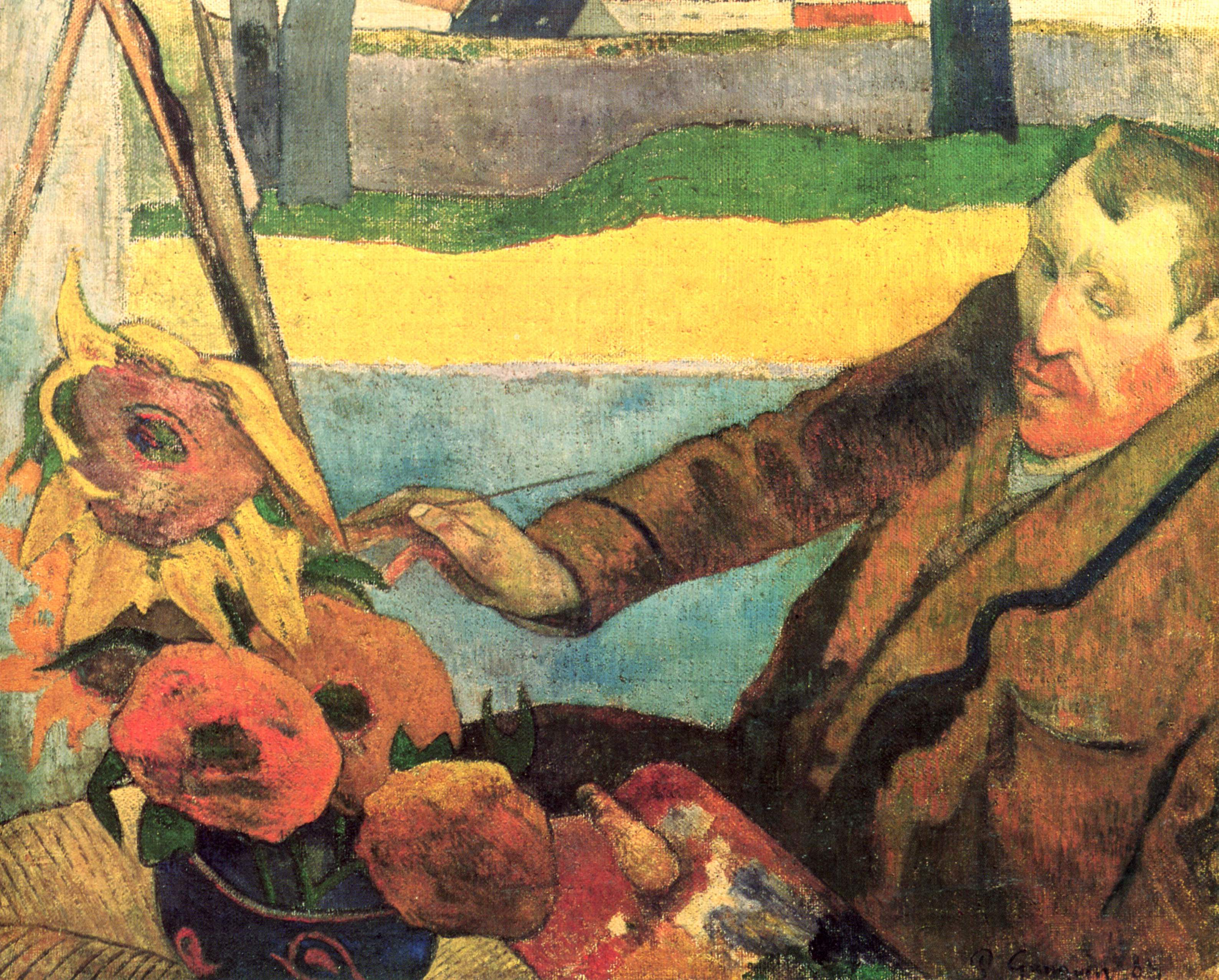
Retrato de Vincent van Gogh, 1888, por Gauguin

Con este nombre se conoce a un grupo heterogéneo de artistas que pintan entre 1886 y 1907, entre la última exposición impresionista y el surgimiento del cubismo. Entre sí tienen poco que ver, pues cada uno tiene su propia personalidad. El post-impresionismo era tanto una extensión del impresionismo como un rechazo a sus limitaciones.
El punto de inflexión viene marcado por el año 1886, año en que el holandés Van Gogh se instala definitivamente en Francia para aprender y pintar, y coincide con la última exposición de los impresionistas.
Fueron artistas post-impresionistas los siguientes:
- Paul Gauguin (1848-1903): Cristo Amarillo, Muchachas de Tahití.
- Henri Rousseau
- Henri de Toulouse-Lautrec (1864-1901), que no demuestra interés por pintar al aire libre, sino que sigue más bien la línea de Degas.

### Puntillismo

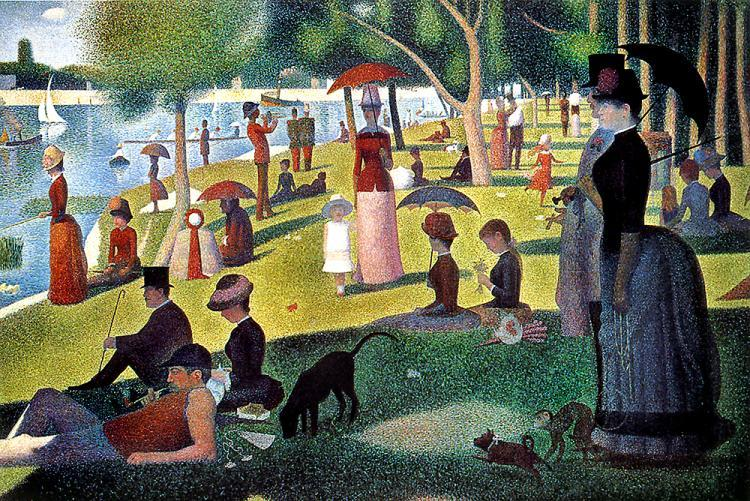
Un domingo de verano en la Grande Jatte por Georges Seurat

Una corriente particular dentro del postimpresionismo es el puntillismo o “divisionismo”, que aparece por primera vez en el Salón de los Independientes de 1884, encabezado por los pintores neoimpresionistas Georges Seurat (1859-1891) y Paul Signac (1863-1935), discípulo del anterior y teórico del movimiento. Estos artistas yuxtapusieron puntos de colores puros en vez de pinceladas sobre tela; estos puntos, vistos desde la distancia, se funden en la retina del espectador, creando nuevos colores.

### Simbolismo
El simbolismo fue un movimiento literario y pictórico iniciado en Francia y Bélgica en las décadas de 1880 y 1890.

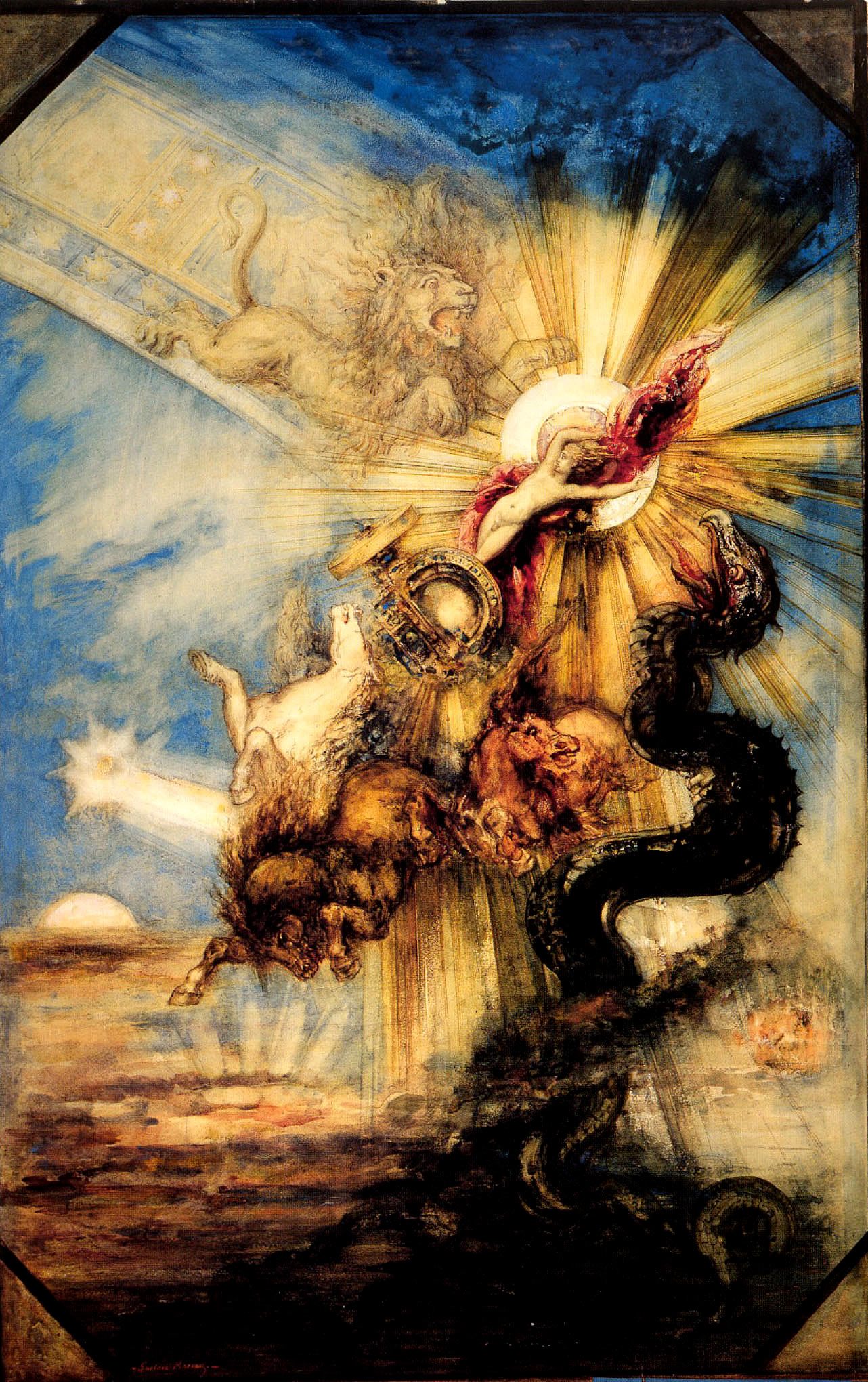
Faetón, 1878, por Moreau

Pintores simbolistas franceses fueron:
- Gustave Moreau (1826-1898): gran dibujante y de gran virtuosismo técnico. Es un narrador de sueños y extrañas visiones. La fuente de inspiración principal es la mitología. Obras: La aparición, El rapto de Europa, Orfeo, Edipo, Salomé, Galatea, La Esfinge.
- Pierre Puvis de Chavannes (1824-1898) es el más idealista del grupo. Utiliza tintas planas, subordinadas a un buen dibujo. Obras:  El pobre pescador, Bosque sagrado, Musas inspiradoras.
- Odilon Redon (1840-1916): cultivó un estilo de colores puros y una temática fantasiosa, buscando una síntesis entre el sueño y la vida. Es el más puro de los simbolistas. Representa lo mágico, lo visionario y lo fabuloso. Obras: El sueño, La Esfinge, El nacimiento de Venus, Las flores del mal, Mujer y flores.

### Escuela de Pont-Aven
Desde 1873 la villa de Pont-Aven es frecuentada por los alumnos de la Escuela de Bellas Artes de París. Allí estuvo Gauguin en 1886 y en 1888 se instala un grupo de pintores dispuestos a seguir sus enseñanzas al margen de la Academia. Participan en la exposición del Café Volpini en 1889. Ese mismo año, Gauguín marcha para Tahití y el grupo se desvanece.
Sus obras se caracterizan por el uso libre del color, aplicado en grandes manchas y con tintas planas. Son una síntesis entre el estilo impresionista y el simbolista.
Entre los pintores más destacados de Pont-Aven están: 
- Emile Bernard: Bretones bailando en la pradera,
- Charles Laval: Autorretrato,
- Jacob Isaac Meyer Haan: Bretonas tejiendo cáñamo,
- Paul Serusier: Naturaleza muerta con escalera,
- Claude-Emile Schuffenecker: Los acantilados de Concarneau,

### Los Nabi
El crítico de arte Robert Fry fue el primero en el utilizar el término "post-modernismo" para referirse al grupo Les Nabis, que en realidad son la segunda generación simbolista.
Los nabís son seguidores de las ideas estéticas de la escuela de Pont-Aven. Intentaron que el impresionismo se acercase al simbolismo. Su concepción estética es fundamentalmente decorativa. Utilizan colores planos, con un gran sentido estético. Proyectaron vidrieras y usaron litografías y grabados; decoraron teatros, portadas de libros y revistas, trabajando por encargo.
Pintores dentro de esta corriente fueron Pierre Bonnard (Retrato de Nathanson y la señora Bonnard) y Edouard Vuillard (Autorretrato).